# Henri Coiffier de Ruzé, markýz de Cinq-Mars
Henri Coiffier de Ruzé, markýz de Cinq-Mars (1620 – 12. září 1642) byl favoritem francouzského krále Ludvíka XIII. Organizoval a stál v čele posledního neúspěšného spiknutí proti všemocnému prvnímu královu ministrovi, kardinálovi Richelieu.
Cinq-Mars byl synem francouzského maršála Antoine Coëffier de Ruzé, markýze d'Effiat, který byl blízkým přítelem kardinála Richelieu. Kardinál se stal poručníkem Cinq-Marsa po smrti jeho otce v roce 1632 a učinil ho svým chráněncem. V roce 1635 byl markýz jmenován kapitánem gardy, v roce 1637 královským komořím. 15. listopadu roku 1639 složil přísahu jako vrchní podkoní a jako takový se dostal na vrchol dvorské hierarchie.
Když Richelieu představoval Ludvíku XIII. mladého Cinq-Marsa, měl naději, že z něj Ludvík učiní svého oblíbence, což se skutečně stalo. Kardinál se domníval, že bude snadné Cinq-Marse ovládat a kontrolovat. Místo toho však se markýz pokoušel přesvědčit krále o odsouzení Richelieua k smrti, neboť se spojil s Françoisem de Thou i Gastonem Orleánským v konspiraci se Španělskem. V roce 1642 se pokoušel získat pomoc od samotného Olivarese (první ministr španělského krále Filipa IV.). Plán spočíval v uzavření míru se Španělskem včetně reciproční restituce okupovaných území. Španělé sebrali armádu o 18.000 mužích v oblasti Sedanu s cílem podpořit spiklence a pomoci jim. Markýzovi se podařilo i podnítit mezi francouzskou šlechtou revoltu, ale spiknutí se nezdařilo. Kardinálova policie zachytila tajný markýzův dokument, spiknutí bylo vyzrazeno, kardinálova a králova důvěra byla zrazena.
13. června dal Richelieu markýze uvěznit a postavit před soud. Cinq-Mars se bránil, ale marně, byl zrazen svými soudruhy. Byl odsouzen k smrti a 12. září roku 1642, v 22 letech, v Lyonu na náměstí Terreaux spolu s Françoisem de Thou sťat. Vévoda Gaston z Francie uprchl.
Cinq-Marsova matka byla vypovězena do Touraine. Jeho bratr opat byl suspendován a zbaven svých výnosů a rodinný zámek byl zbořen.
Nejvýznamnějším – byť nezamýšleným – důsledkem tohoto spiknutí byl parlamentem schválený a registrovaný výnos, jímž byl vévoda Gaston zbaven svých nároků a práv k francouzskému trůnu.

## Zajímavosti
- Alfred de Vigny napsal povídku Cinq-Mars (1826), inspirovanou skutečnou markýzovou historií.
- Charles Gounod složil operu téhož názvu (poprvé uvedena v Théâtre national de l'Opéra-Comique v Paříži 5. dubna roku 1877).
- Ve filmu Angelika, markýza andělů se předseda soudu s hrabětem Joffreyem de Peyrac odvolává na procesní postup použitý při soudním procesu s markýzem de Cinq-Mars